# Ga Kà Rôm
Ga Kà Rôm là một nhà ga xe lửa tại xã Công Hải, huyện Thuận Bắc, tỉnh Ninh Thuận. Nhà ga là một điểm trên tuyến đường sắt Bắc Nam tiếp nối sau ga Cam Thịnh Đông (tỉnh Khánh Hoà) và trước ga Phước Nhơn. Lý trình ga: Km 1381 + 330.